# Không gian pha

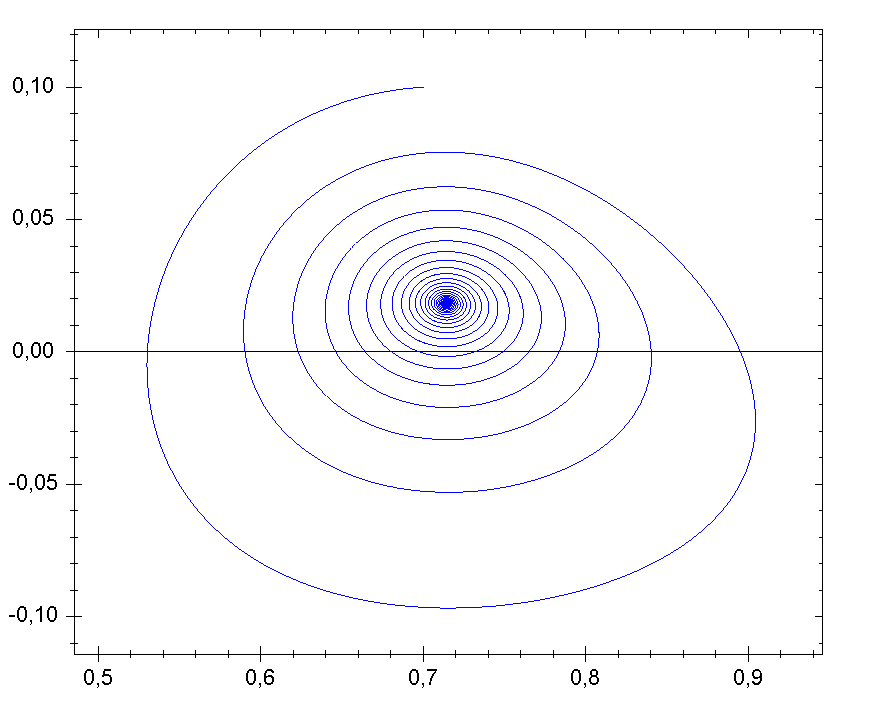
Không gian pha của một hệ động lực với tâm không ổn định, biểu diễn một không gia pha quỹ đạo.

Trong toán học và vật lý, không gian pha của một hệ động lực là một không gian biểu diễn mọi trạng thái khả dĩ của một hệ thống, với mỗi trạng thái khả dĩ của hệ thống tương ứng với một điểm duy nhất trong không gian pha. Đối với cơ hệ, không gian thường chứa mọi giá trị có thể có của các biến số vị trí và động lượng. Khái niệm không gian pha đã được các nhà toán học và vật lý Ludwig Boltzmann, Henri Poincaré, và Willard Gibbs phát triển vào cuối thế kỷ 19.